# Ibafa
Ibafa je obec v Maďarsku v župě Baranya v okrese Szigetvár.
Má rozlohu 2930 ha a žije zde 227 obyvatel (2007).
V obci je muzeum dýmek.